# ريكو يكي
ريكو يكي (植木 理子) (30 يوليو 1999 في كاناغاوا في اليابان – )؛ هي لاعبة كرة قدم كانت تلعب كمهاجم.

## وصلات خارجية
- ريكو يكي على موقع الاتحاد الدولي (مؤرشف)  (الإنجليزية)
- ريكو يكي على موقع إي إس بي إن إف سي (الإنجليزية)
- ريكو يكي على موقع قاعدة بيانات كرة القدم.إي يو (الإنجليزية)
- ريكو يكي على موقع Soccerbase.com (لاعب) (الإنجليزية)
- ريكو يكي على موقع Soccerway.com (الإنجليزية)
- ريكو يكي على موقع عالم كرة القدم.نت (الإنجليزية)